# 别林户甸子
别林户甸子是位于中国内蒙古自治区通辽市科尔沁左翼中旗协代苏木的一个湖泊。其具体位置约为东经123°07′，北纬43°52′。湖面面积约1.5平方公里，为淡水湖。别林户是蒙汉混用产生的，意为紫色的碱湖。